# اوچیدن (آیووا)
اوچیدن (به انگلیسی: Ocheyedan) شهری در ایالت آیووا کشور ایالات متحده آمریکا است که جمعیت آن در سرشماری سال ۲۰۱۰ میلادی، ۴۹۰ نفر بوده‌است.